# 수험
수험(受驗)은 시험을 치르는 것을 말하며 그러한 과정에 있는 학생을 수험생(受驗生, 영어: test-taker)이라고 한다.

## 대한민국

### 대학 입학 시험
대학 입학 시험(은 대학에 입학에 필요한 능력을 평가하는 시험을 말한다. 대학수학능력시험, 입학사정관제, 학력고사가 여기에 속한다.

### 고등 고시
고등고시(高等考試)는 5급 행정고시, 5급 기술고시, 5급 외무고시 시험을 말한다.

#### 고등 고시 수험생
고등 고시를 준비하는 자를 말하며 고시생이라고도 부른다.

### 공무원 시험
공무원 시험(公務員 試驗)은 7급•9급 행정직, 소방직, 법원 ,경찰 공무원 시험을 말한다

#### 공무원 시험 수험생
공무원 시험을 준비하는 자를 말하며 공시생(公試生)이라고도 부른다. 최근 몇 년 동안 갈수록 좁아지는 기업의 취업관문과 비정규직의 확산, 조기 퇴직 등의 각종 사회 문제로 인해 높아져 가는 공무원의 인기가, 2009년 정부가 공무원 시험 응시 상한 연령을 전격 폐지하면서 더욱 높아지게 되었다. 2009년 이후 올해까지 각 공무원 시험 통계에 따르면 40대 이상 응시연령대의 비중이 가파르게 상승하고 있는 것으로 나타났다. 2011년 8월 9일, 1,529명 모집에 142,732명이 출원해 93.3대1의 높은 경쟁률을 기록한 국가직 9급 공무원 필기시험이 전국 164개 고사장에서 일제히 치러졌다. 93.3대1의 경쟁률은 국가직 평균 경쟁률로는 역대 최고 경쟁률이다.

## 같이 보기
- 재수